# Presidente Jânio Quadros
Presidente Jânio Quadros est une municipalité brésilienne de l'État de Bahia et la Microrégion de Brumado.